# Osoba fizyczna
Osoba fizyczna – prawne określenie człowieka w prawie cywilnym, od chwili urodzenia do chwili śmierci, w odróżnieniu od osób prawnych. 
Osobowość fizyczna jest kategorią prawa cywilnego, zatem brak posiadania osobowości fizycznej przez nasciturusa (płód) nie pozbawia go całkowicie ochrony prawnej. Nasciturus może być podmiotem praw i obowiązków warunkowo, które nabywa, jeśli urodzi się żywy. Cechami osób fizycznych w prawie są imię, nazwisko oraz miejsce zamieszkania.

## Zdolność prawna
Bycie osobą fizyczną pociąga za sobą zawsze posiadanie zdolności prawnej, czyli możliwość bycia podmiotem stosunków prawnych (mają wiele praw i obowiązków o charakterze cywilnym, np. mogą sporządzać testamenty czy być spadkodawcą). Osoby fizyczne zwykle mają także zdolność do czynności prawnych, uzależnioną jednak od pewnych warunków. 

## Zdolność do czynności prawnych
Zdolność do czynności prawnych oznacza, że osoba fizyczna może we własnym imieniu zaciągać zobowiązania i swobodnie dysponować swoimi prawami. Dzieli się ona na:
- pełną – uzyskiwaną z dniem osiągnięcia pełnoletniości. Osoba fizyczna może wówczas samodzielnie we własnym imieniu dokonywać wszelkich czynności prawnych.
- ograniczoną – nabywaną w momencie ukończenia 13 lat oraz przysługującą osobom ubezwłasnowolnionym częściowo. Uprawnia ona do dokonywania drobnych czynności dotyczących życia codziennego. W pozostałym zakresie czynności dokonuje za nich ich przedstawiciel ustawowy (rodzic, opiekun prawny) lub kurator (w przypadku osób ubezwłasnowolnionych częściowo).

Osoby niemające zdolności do czynności prawnych (osoby poniżej 13. roku życia oraz osoby ubezwłasnowolnione całkowicie) nie mogą dokonywać czynności prawnych bez przedstawiciela ustawowego. Wyjątek dotyczy umów powszechnie zawieranych w drobnych bieżących sprawach życia codziennego.
Osoba fizyczna po ukończeniu trzynastego roku życia może zostać całkowicie pozbawiona zdolności do czynności prawnych, czyli zostać ubezwłasnowolniona całkowicie.

## Osoba fizyczna a działalność gospodarcza
Osoby fizyczne mają możliwość założenia działalności gospodarczej. Dotyczy to osób fizycznych dysponujących pełną zdolnością do czynności prawnych, gdyż tylko one mogą założyć firmę na własne nazwisko i prowadzić ją w swoim imieniu.